# Ringstead (Norfolk)
Ringstead – wieś w Anglii, w hrabstwie Norfolk, w dystrykcie King’s Lynn and West Norfolk. Leży 62 km na północny zachód od Norwich i 165 km na północ od Londynu. Miejscowość liczy 355 mieszkańców.